# Microferonia
Microferonia es un  género de coleópteros adéfagos de la familia Carabidae.

## Especies
Comprende las siguientes especies:
- Microferonia adelaidae Blackburn, 1890
- Microferonia alticola Baehr, 1998
- Microferonia anchomenoides Macleay, 1871
- Microferonia avicapitis Baehr, 1998
- Microferonia baro Darlington, 1968
- Microferonia cinctipennis Sloane, 1898
- Microferonia habbemae Baehr, 1998
- Microferonia howei Moore, 1992
- Microferonia lucanoides (Andrewes, 1933)
- Microferonia marginata Castelnau, 1867